# Двадесет и седма пехотна дивизия
Двадесет и седма пехотна дивизия е българска военна част, формирана и действала по време на Втората световна война (1941 – 1945).

## Формиране
Двадесет и седма пехотна дивизия е формирана на 11 март 1943 в Прокупле за нуждите на 1-ви окупационен корпус, като в състава ѝ влизат 65-и и 67-и пехотни полкове (според Ташев и 123-ти пехотен полк) дивизионните поделения 27-а интендантска дружина, 27-а ловна рота и 27-а дивизионна лечебница. На 30 юли за командир на дивизията е назначен полковник Христо Козаров, който до това време командва 31-ви пехотен варненски полк.
Дивизията е разформирована на 27 ноември 1944 година.

## Началници
- Полковник (ген.м-р от 06.05.1944 г.) Христо Козаров[3] (30 юли 1943 – 14 септември 1944)